# Filip Đuričić
Filip Đuričić (cyr. Филип Ђуричић, ur. 30 stycznia 1992 w Obrenovacu) – serbski piłkarz występujący na pozycji pomocnika, reprezentant Serbii. Wychowanek Crvenej zvezdy, w swojej karierze grał także w takich zespołach jak Radnički Obrenovac, Heerenveen, SL Benfica, 1. FSV Mainz 05, Southampton, RSC Anderlecht, UC Sampdoria oraz Sassuolo.